# Prins Alexander Stichting

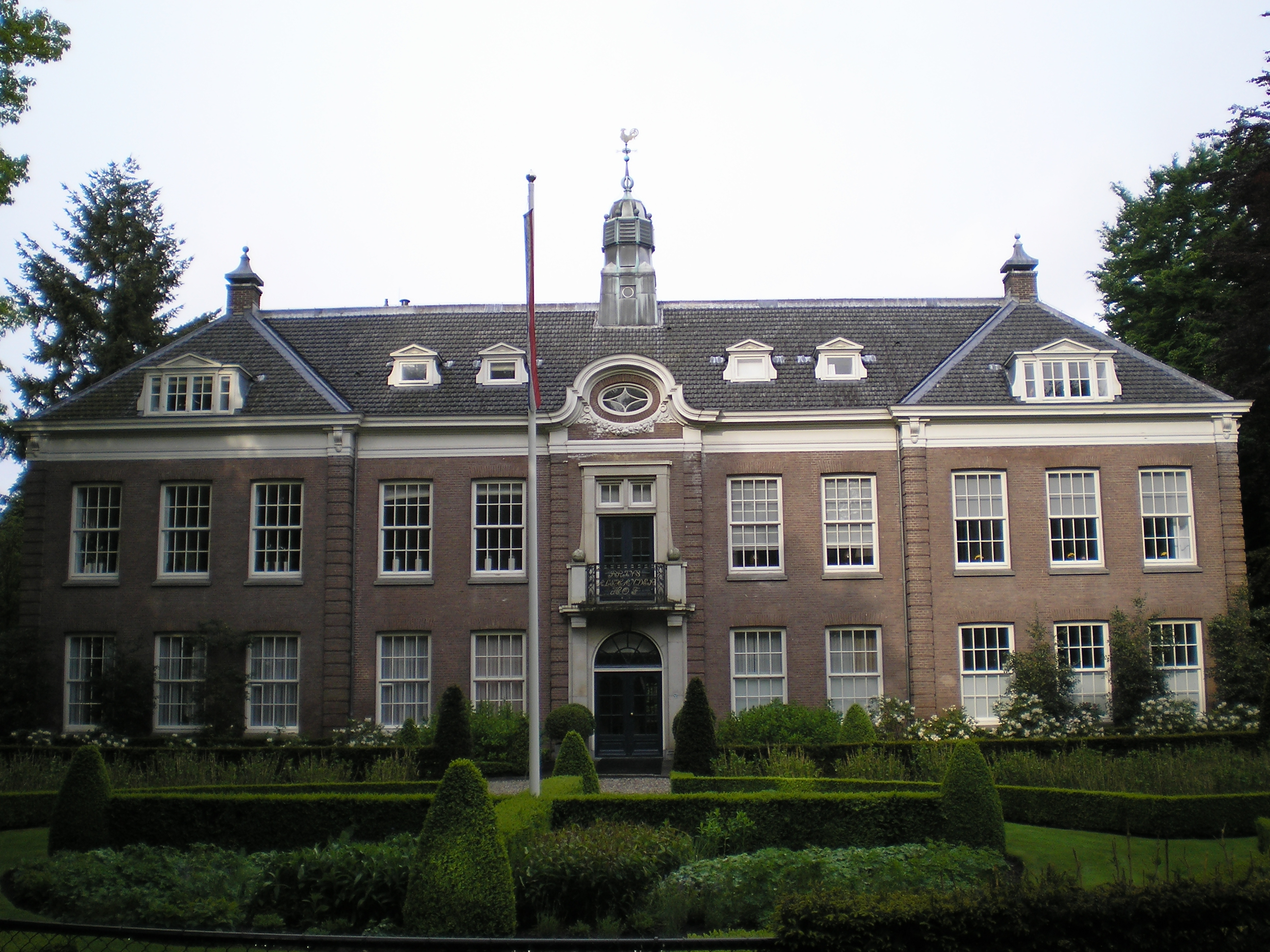
Voormalig Blindeninstituut aan de Prins Alexanderweg 78 in Huis ter Heide

De Prins Alexander Stichting, vaak PAS genoemd, was een instelling voor basis- en voortgezet onderwijs aan, en huisvesting van blinde en later ook slechtziende jongeren. In 1989 werd de PAS opgeheven om op te gaan in Visio.

## Ontstaan
Tijdens een groot congres in 1878 in Parijs wordt de wens geuit om zogenaamde voorscholen te stichten voor blinde kleuters. Daar zouden ze voorbereid moeten worden op het leven en onderwijs op een blindeninstituut. De bedenkers hebben een systeem voor ogen dat is te vergelijken met de huidige kleuterschool, of de Duitse kindergarten waar in die dagen normaal ziende kleuters naartoe gaan.

## Geschiedenis
In Nederland zet de Amsterdamse vrijmetselaarsloge La Bien Aimée zich in om zo’n voorschool op te zetten. In 1880 opent de Prins Alexander Stichting de deuren. Dat gebeurt in een villa in Bennekom. Prins Alexander wordt de beschermheer van het ‘gesticht’. 
In ‘Midden Eng’ worden, in eerste instantie, vier kleuters klaargestoomd voor het blindeninstituut. De villa biedt plaats voor 25 kleuters, maar de PAS haalt dat aantal niet. Daarom wordt er af en toe de hand gelicht met de statuten en worden ook oudere kinderen aangenomen.
Als er tussen 1900 en 1909 steeds meer aanmeldingen komen, moet de PAS verhuizen naar een grotere locatie. Die wordt gevonden aan de Prins Alexanderweg 78 in Huis ter Heide, gemeente Zeist.
In Huis ter Heide groeit de PAS-bevolking snel. Dat komt deels omdat vanaf 1923 scholen voor blinden, doven en slechthorenden opgenomen worden in de wet. Daardoor komen er steeds meer aanmeldingen. Vanaf 1926 neemt de PAS ook minderbegaafde blinde kinderen aan. Voor deze groep wordt een speciaal paviljoen gebouwd. Het Prinses Juliana paviljoen wordt in 1932 door de naamgeefster zelf geopend.
Vanaf 1938 begint leraar Piet Oost met het onderwijs aan slechtziende kinderen. Na de oorlog groeit hij uit tot een autoriteit op dat gebied. In 1951 wordt de PAS een school en internaat voor slechtziende kinderen, of zoals de PAS het zelf noemt: ‘kinderen met een beperkt gezichtsvermogen’.
In de jaren ’50 en ’60 maakt de PAS een grote ontwikkeling door. Het aantal kinderen dat wordt geplaatst groeit, maar de stichting zet zich ook in om ervoor te zorgen dat zo veel mogelijk slechtziende kinderen naar een gewone school kunnen. In 1967 wordt de PAS een semi-internaat. Dat wil zeggen dat de kinderen ieder weekend naar huis mogen. Dit past in de filosofie om de slechtzienden zo veel mogelijk deel te laten nemen aan de maatschappij. In de loop der jaren komen er steeds meer externe leerlingen op de PAS. Ze volgen er onderwijs en gaan na schooltijd weer naar huis. 
In 1975 wordt het schoolgebouw van de PAS omgedoopt tot de Piet Oost School. Op de school kunnen kinderen de mavo volgen, maar ook IVIO-opleidingen. Voor het individueel technisch onderwijs (ITO) werkt de school samen met het Koninklijk Instituut tot Onderwijs van Blinden. Samen met leerlingen van dat instituut volgen de PAS-leerlingen onderwijs aan een LTS.
In 1980 viert de PAS het 100-jarig bestaan. Piet Oost gaat in dat jaar met pensioen. De school blijft zijn naam dragen, maar er verandert wel het een en ander. Zo wordt er vanaf 1984 geëxperimenteerd met onderwijs aan slechtzienden en blinden tegelijk.
In 1989 sluiten het internaat en de Piet Oost School de deuren om te integreren in Visio

## Andere activiteiten
De PAS zit, samen met de blindeninstituten in Haren en Huizen in een overkoepelende stichting. Daarin draagt de PAS zorg voor de leerlingen die slechtziend zijn. 
Van meet af aan is het de bedoeling dat kinderen in de eigen omgeving opgroeien en onderwijs aangeboden krijgen. Daarom worden er allerlei initiatieven ontplooid om die wens te verwezenlijken. 
Er worden twee dagscholen opgericht. In 1963 opent in Rotterdam de Prinses Margriet Francisca School haar deuren. In 1965 de Comeniusschool in Amsterdam. 
Verder probeert de PAS zo veel mogelijk leerlingen terug te plaatsen op een school in de eigen woonplaats. Daarvoor wordt een eigen bureau in het leven geroepen die daarvoor ondersteuning biedt aan leerling, ouders en school.

## Gebouwen
Omdat de kinderen uit alle uithoeken van Nederland kwamen was huisvesting noodzakelijk; er was een apart gebouw voor op het terrein. Daar verbleven de jongeren van maandagochtend tot vrijdagmiddag. In de weekeinden en vakanties gingen ze naar huis.
Het internaatsgebouw bestaat nog. Het gebouw is opgedeeld in een aantal appartementen. De school en de houten bijgebouwen bestaan niet meer.
De gymzaal, in de jaren zeventig gebouwd, staat er nog wel. Ook daar zijn nu appartementen.

## Aanbevolen literatuur
- Jozef Vos, tastend door de tijd, twee eeuwen onderwijs en zorg voor blinde en slechtziende mensen, Amsterdam Boom, 2008.